# كريس جولدي
كريس جولدي (2 نوفمبر 1960 في جنوب أفريقيا - ) (بالإنجليزية: Chris Goldie)‏ هو لاعب كريكت جنوب أفريقي. لعب مع نادي مقاطعة هامبشاير للكريكت ‏ وMiddlesex Cricket Board ‏ ونادي جامعة كامبريدج للكريكيت ‏.

## وصلات خارجية
- كريس جولدي على موقع إي آس بي آن كريك إنفو (الإنجليزية)